# Indiana Jones und die Brut des Sauriers
Indiana Jones und die Brut des Sauriers (Originaltitel Indiana Jones and the Dinosaur Eggs) ist ein 1996 veröffentlichter Abenteuerroman von Max McCoy. Es handelt sich um den zweiten von insgesamt vier zwischen 1995 und 1999 veröffentlichten Indiana-Jones-Romanen des Autors. In diesem begibt sich der Archäologe und Abenteurer Indiana Jones auf eine Expedition in die Äußere Mongolei, um Hinweisen nachzugehen, dass es dort noch lebende Dinosaurier geben könnte. Inspiriert wurde die Handlung durch Roy Chapman Andrews’ Expedition in die Äußere Mongolei, die in den 1920er Jahren zum Auffinden des ersten fossilen Dinosaurier-Eis führte.

## Handlung
1933: Zusammen mit Alecia Dunstin hat Indiana Jones in der Provence den Aufenthaltsort von René Belloq ausfindig gemacht, einer gewichtigen Gestalt auf dem Schwarzmarkt für Kunstgegenstände. Jones will von diesem mehr über den Verbleib eines Kristallschädels herausfinden. Jones hatte diesen in Lateinamerika gefunden, der Gegenstand wurde jedoch gestohlen. Auf dem Schädel soll ein Fluch liegen, der dazu führen wird, dass man das töten muss, was man liebt, weshalb Jones fürchtet, dass Alecia sterben muss, wenn sie beide den gegenseitigen Gefühlen füreinander nachgeben. Jones hofft, den Schädel zu erlangen und wieder an seinen ursprünglichen Standort zu bringen, um den Fluch zu brechen. Er wird von Belloq erwischt und von dessen Handlagern verprügelt, erfährt dabei, dass Belloq den Schädel in der Tat besitzt, ihn allerdings den Nationalsozialisten, die inzwischen in Deutschland an die Macht gekommen sind, verkauft hat. Diese holen den Schädel mit einem U-Boot ab. Belloq will Jones töten, dieser kann jedoch entkommen. Alecia entscheidet sich danach schließlich, dass es zwischen ihnen nichts mehr werden kann und sie fortan getrennte Wege gehen sollen.
Wieder zurück an der Princeton University in New Jersey erhält Jones an Halloween Besuch von einer Ordensschwester namens Joan, bei der es sich um die Tochter des bekannten Forschers Angus Starbuck handelt. Dieser ist bei einer Expedition in die Äußere Mongolei verschollen. Joan zeigt Jones einen fossilen Zahn eines Tieres, der den Grund für die Reise ihres Vaters darstellte. Jones weist darauf hin, dass es sich um kein Fossil handelt, weil der Zahn nicht versteinert ist, sondern von einem lebenden Tier stammen muss. Sie begeben sich in das Amerikanische Naturkundemuseum in New York City, wo Jones’ alter Freund Marcus Brody arbeitet. Dort wird der Zahn untersucht und es stellt sich heraus, dass es sich um einen Zahn eines Triceratops, eines längst ausgestorbenen Dinosauriers, handelt. Eine wissenschaftliche Sensation erwartend beschließt Brody eine Expedition zu organisieren, die neben dem Verbleib Starbucks auch den Hinweisen auf noch lebende Dinosaurier nachgehen soll.
In Shanghai bereiten Jones und Joan gemeinsam mit Walter Granger, einem Abenteurer, die Expedition vor. Granger weiß nur, dass es sich um eine Rettungsmission handelt, über den weiteren Hintergrund ist er nicht informiert. Unterstützung erhalten sie von Wu Han, einem jungen Chinesen. Jones schätzt diesen für seinen scharfen Verstand und möchte ihn deswegen unbedingt als Teilnehmer für die Expedition haben. Dieser kann jedoch nicht, weil Lao Tse, ein bedeutender Verbrecherchef in der Stadt, die Asche von Wu Hans Vorfahren in seinem Besitz hat und ihn damit in seiner Hand hat. Durch einen Trick gelingt es Jones, Lao Tse die Asche zu entwenden, die Wu Han schließlich beerdigt und sich damit Jones’ Expedition anschließen kann. Bei den Vorbereitungen werden sie jedoch von Lao Tzes Schergen angegriffen und es kommt zum Verlust von Ausrüstung. Einer der Lastwagen muss erst repariert werden, weshalb beschlossen wird, dass Wu Han, solange die Wiederinstandsetzung dauert, hier bleibt, während der Rest der Expedition sich schon einmal auf den Weg zur Wüste Gobi macht.
Sie erreichen mit den beiden verbliebenen Lastwagen die Chinesische Mauer, die von Feng, einem Soldaten des Generals Tzi, bewacht wird. Dieser knöpft ihnen für die Durchfahrt eine stattliche Summe Geld ab, Jones wird auf einen festgebundenen, ausgehungerten Hund aufmerksam, der sich am Ort befindet und Spuren schwerer Misshandlung aufweist. Er befreit ihn letztendlich und der Hund folgt schließlich der Expedition in einigem Abstand. Da er sich harmlos verhält, wird er aufgenommen, Jones gibt ihm den Namen Loki. In einem Dorf erfahren sie mehr über Tzi, nämlich dass dieser ein grausamer und kannibalisch veranlagter Warlord und zudem Anhänger des sogenannten Falschen Lamas ist, der – nachdem die Kommunisten die bisherige Religion verboten haben – eine Reihe Anhänger um sich scharen konnte und mit diesen in die Wüste ging, er ist der Gegenspieler des Dalai Lama.
In der Stadt Urga, die inzwischen von den neuen Machthabern Ulan Bator genannt wird, angekommen, werden die Expeditionsteilnehmer erst einmal verhaftet und müssen erneut hohe Geldsummen zahlen, um die Genehmigung zu erhalten, im Land ihre Expedition fortzusetzen. Während sie in der Stadt festsitzen, suchen Jones, Granger und Joan den Dalai Lama auf, der sich in der Nähe befindet. Der Dalai Lama zeigt ihnen einen versteinerten Stoßzahn eines Triceratops, der etwas kleiner als das Exemplar ist, das Jones gestohlen wurde. Er sieht darin Überreste des Allergorhai-Horhais, einem Fabelwesen, das in der Wüste Gobi leben soll. Jones wird das Versprechen abgerungen, dass er, wenn er diesem begegnet, alles in seiner Macht Stehende unternimmt, um diese Kreatur zu schützen.
Nachdem sie die notwendigen Genehmigungen erhalten haben, setzen sie die Reise fort. In der Wüste werden sie jedoch von Tzis Männern angegriffen, erhalten aber Unterstützung von Wüstenbewohnern, die Widerstand gegen die kommunistische Herrschaft leisten. Deren Anführer ist ein Nachkomme des Dschingis Khan und gewährt ihnen bei sich Unterkunft. Seine Familie wurden von Tzi ermordet. Sie bemerken, dass die Menschen Probleme mit den Pocken haben und überlassen ihnen Medikamente dagegen. Als Gegenleistung erhalten sie Proviant und werden bis zur Grenze des Territoriums des Khans gebracht. Dahinter befindet sich der Machtbereich von Tzi und dem Falschen Lama. In einem Dorf erhalten sie einen Hinweis über den Verbleib von Starbuck, dieser war in die Berge aufgebrochen. Bevor sie sich aber dorthin begeben können, werden sie von Tzi und seinen Männern überfallen und in die Festung des Falschen Lamas gebracht. Unter dem Einfluss einer ihnen dort verabreichten Flüssigkeit haben sie Halluzinationen, es gelingt ihnen jedoch zu fliehen und den Falschen Lama zu töten.
Von ihren beiden Lastwagen ist einer nicht mehr fahrtauglich, weshalb sie alle in den noch verbliebenen steigen und auf die Berge zufahren. Das Benzin geht ihnen aus und sie müssen zu Fuß weitergehen. Sie entdecken bei den Bergen schließlich ein Kloster, in dem sie von den dort lebenden Mönchen aufgenommen worden. Starbuck lebt unter ihnen und sie erfahren, dass er nicht verschollen ist, sondern bewusst hier untergetaucht ist. Er hatte seiner Tochter den Zahn des Triceratops geschickt, um sie an seiner Entdeckung teilhaben zu lassen, hatte dann aber bemerkt, dass dies nur unnötig Aufmerksamkeit auf sich ziehen würde, und schickte daher zwei Mönche in die Vereinigten Staaten, um ihn wieder zurückzubringen. Es stellt sich auch heraus, dass Joan gar keine Nonne, sondern eine Reporterin ist, die neben der Suche nach ihrem Vater auch auf eine gute Geschichte für ihre Zeitung hofft. Starbuck führt sie durch einen Gang in ein verborgenes Tal in den Bergen, in denen noch ein Stamm Menschen lebt, der auf dem Entwicklungsstand der Steinzeit ist. Starbuck bezeichnet dies als Paradies, da die Menschen hier noch in Harmonie mit der Natur leben und nicht durch äußere Einflüsse korrumpiert sind. Dort werden auch drei Triceratops-Eier aufbewahrt, die man einem sterbenden Triceratops-Weibchen entwendete. Es handelt sich vermutlich um die drei einzigen Überlebenden ihrer Art, die Tiere müssen bald schlüpfen. Starbuck will an diesem Ort bleiben und so viel über die Menschen, ihre Sprache und ihre Kultur erfahren, da er davon ausgeht, dass früher oder später auch diese kleine heile Welt im Zuge des Fortschritts entdeckt und damit untergehen wird.
Zwischen Granger und Jones kommt es zu einem Streit, was mit den Eiern geschehen soll. Jones schließt sich Starbucks Meinung an und will sie hier vor Ort lassen, während Granger der Meinung ist, sie müssten in die Vereinigten Staaten gebracht und der Wissenschaft zur Verfügung gestellt werden. Tzis Männer greifen das Kloster an und die Gruppe flieht mit den Dinosaurier-Eiern, wobei zwei davon zerstört werden. Jones und Granger beschließen, nach draußen in die Wüste zu gelangen und Tzis Männer vom Ort wegzuführen, damit diese das Tal nicht entdecken. Sie glauben schon, angesichts der Übermacht verloren zu sein, als Tzi von seinen eigenen Hunden zerfleischt wird und seine Männer sich schließlich entfernen. Nachdem die Gefahr gebannt ist, stimmt auch Granger schließlich zu, dass der inzwischen geschlüpfte kleine Triceratops im Tal bleiben soll. Joan beschließt ebenfalls, nicht mehr zurück in die Zivilisation heimzukehren, sondern im Tal bei den Menschen zu bleiben.
Jones und Granger machen sich schließlich auf den Heimweg, werden dabei von einem von Tzis Untergebenen angegriffen, der von dem Ei erfahren hat und es haben will. Er kann überwältigt werden, als er im Sterben erfährt, dass der Horhai lebt, bereut er noch, dass er dem Falschen Lama gefolgt ist. Jones und Granger haben keine Ahnung, wie sie zurück zur nächsten Stadt kommen sollen, als Wu Han mit dem dritten Lastwagen auftaucht.
Als sie das Gebiet des Khan durchqueren, suchen sie diesen bei einer Oase auf, um ihm mitzuteilen, dass sowohl Tzi als auch der Falsche Lama tot sind. Dieser trauert gerade über seine Familie, ist jedoch voller Freude, als er den mitgeführten Loki sieht, in dem er die Wiedergeburt eines früheren Weggefährten erblickt. Er schenkt Jones zum Dank ein Messer, das einst Dschingis Khan gehörte, dort findet sich eine Inschrift eingraviert, von der Jones erkennt, dass sie mit Quin-Shi-Huang, dem ersten Kaiser Chinas, zu tun hat. In Shanghai angekommen, schickt Jones Brody ein Telegramm nach New York.
Nach dem Ende der Expedition macht sich Jones erneut auf die Suche nach dem Verbleib des Kristallschädels, der niemals in Berlin angekommen ist. Von Belloq erfährt er, dass das deutsche U-Boot, welches diesen nach Deutschland bringen sollte, vor der Küste Dänemarks gesunken ist. Jones begibt sich an Bord eines französischen Schiffes dorthin und nimmt einen Tauchgang vor. Er findet den gelben Kanister mit dem Kristallschädel, verliert diesen doch, als das U-Boot plötzlich kippt. Eine Reihe von Inventar gelangt an die Wasseroberfläche. Es taucht auch ein gelber Kanister auf, Jones’ Euphorie verfliegt jedoch, als er sieht, dass inzwischen mehrere solcher Kanister an der Oberfläche treiben. Einige davon werden an Bord geholt, enthalten jedoch nur Öl, wegen Wind, Gezeiten und der Strömung ist es dem Schiff nicht möglich, alle einzusammeln. Der Kristallschädel ist damit verloren.

## Ausgaben
- Max MacCoy: Indiana Jones und die Brut des Sauriers, übersetzt von Caspar Holz. Blanvalet, München 2000, ISBN 3-442-35301-7.